# 오리엔탈분지흙파는쥐
오리엔탈분지흙파는쥐 또는 오리엔탈분지주머니고퍼(Cratogeomys fulvescens)는 흙파는쥐과에 속하는 설치류의 일종이다. 멕시코의 토착종으로 푸에불라 동부와 베라크루즈 북부 지역부터 틀락스칼라 말린체 화산 하부의 서부 지역까지의 동부 지역 분지에서 서식한다. 자연 서식지는 초원과 소나무와 참나무로 이루어진 온대 숲이다. 해발 2,300~2,700m에서 서식한다. 농경지와 사람 거주지의 확대때문에 서식 환경이 나빠지거나 서식지가 사라지고 있다.